# Juncus pelocarpus
Juncus pelocarpus är en tågväxtart som beskrevs av Ernst Meyer. Juncus pelocarpus ingår i släktet tåg, och familjen tågväxter. Inga underarter finns listade i Catalogue of Life.